# PCHA 1919–20
PCHA 1919–20 var den nionde säsongen av den professionella ishockeyligan Pacific Coast Hockey Association och spelades mellan 26 december 1919 och 10 mars 1920.

## Grundserie
PCHA-säsongens grundserie 1919–20 var jämn och det skilde endast fyra poäng mellan förstaplacerade Seattle Metropolitans och tredjeplacerade Victoria Aristocrats efter det att lagen spelat 22 matcher var. Victoria Aristocrats center Tommy Dunderdale vann poängligan med 33 poäng fördelat på 26 mål och sju framspelningar. Nykomlingar i ligan var bland annat Jack Adams och Alf Skinner som Vancouver Millionaires värvat från Toronto Arenas.
I ligaslutspelet besegrade grundseriens förstaplacerade lag Seattle Metropolitans andraplacerade Vancouver Millionaires i ett dubbelmöte med den sammanlagda målskillnaden 6-3 och avancerade till Stanley Cup-final mot Ottawa Senators från NHL. I Stanley Cup-finalen kunde Metropolitans åter använda sig av centern Bernie Morris, som missat hela grundserien och ligaslutspelet på grund av att han blivit arresterad av de amerikanska myndigheterna, men förlorade trots detta finalserien med 3-2 i matcher.

### Tabell
M = Matcher, V = Vinster, F = Förluster, O = Oavgjorda, GM = Gjorda mål, IM = Insläppta mål, P = Poäng
|                        | M  | V  | F  | O | GM | IM | P  |
| ---------------------- | -- | -- | -- | - | -- | -- | -- |
| Seattle Metropolitans  | 22 | 12 | 10 | 0 | 59 | 55 | 24 |
| Vancouver Millionaires | 22 | 11 | 11 | 0 | 75 | 65 | 22 |
| Victoria Aristocrats   | 22 | 10 | 12 | 0 | 57 | 71 | 20 |

### Målvaktsstatistik
M = Matcher, V = Vinster, F = Förluster, SM = Spelade minuter, IM = Insläppta mål, N = Hållna nollor, GIM = Genomsnitt insläppta mål per match
|                     | Lag       | M  | V  | F  | SM   | IM | N | GIM  |
| ------------------- | --------- | -- | -- | -- | ---- | -- | - | ---- |
| Harry Holmes        | Seattle   | 22 | 12 | 10 | 1335 | 55 | 4 | 2.47 |
| Hughie Lehman       | Vancouver | 22 | 11 | 11 | 1352 | 65 | 1 | 2.88 |
| Norman "Hec" Fowler | Victoria  | 22 | 10 | 12 | 1351 | 71 | 1 | 3.15 |

### Poängligan

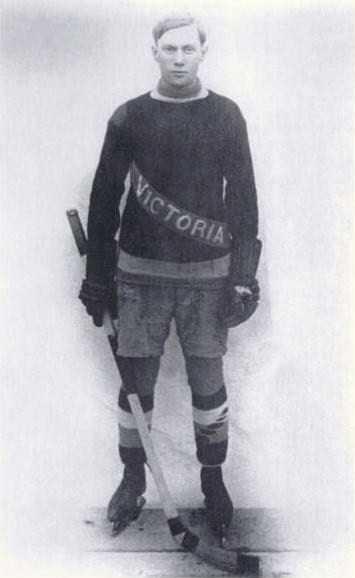
Tommy Dunderdale.

|                  | Lag       | Matcher | Mål | Assists | Poäng |
| ---------------- | --------- | ------- | --- | ------- | ----- |
| Tommy Dunderdale | Victoria  | 22      | 26  | 7       | 33    |
| Frank Foyston    | Seattle   | 22      | 26  | 3       | 29    |
| Fred Harris      | Vancouver | 22      | 14  | 11      | 25    |
| Eddie Oatman     | Victoria  | 22      | 11  | 13      | 24    |
| Gordon Roberts   | Vancouver | 22      | 16  | 3       | 19    |
| Alf Skinner      | Vancouver | 22      | 15  | 2       | 17    |
| Jack Adams       | Vancouver | 22      | 9   | 6       | 15    |
| Jim Riley        | Seattle   | 22      | 11  | 4       | 15    |
| Charles Tobin    | Seattle   | 19      | 10  | 4       | 14    |
| Lloyd Cook       | Vancouver | 21      | 10  | 4       | 14    |
| Art Duncan       | Vancouver | 22      | 5   | 9       | 14    |

## Slutspel
| Datum   | Hemmalag               | Mål | Bortalag               | Mål |
| ------- | ---------------------- | --- | ---------------------- | --- |
| 12 mars | Seattle Metropolitans  | 0   | Vancouver Millionaires | 3   |
| 15 mars | Vancouver Millionaires | 0   | Seattle Metropolitans  | 6   |

### Stanley Cup
| Match & Datum | Match & Datum | Vinnande lag          | Resultat | Förlorande lag        | Plats                  |
| ------------- | ------------- | --------------------- | -------- | --------------------- | ---------------------- |
| 1             | 22 mars       | Ottawa Senators       | 3–2      | Seattle Metropolitans | The Arena, Ottawa      |
| 2             | 24 mars       | Ottawa Senators       | 3–0      | Seattle Metropolitans | The Arena, Ottawa      |
| 3             | 27 mars       | Seattle Metropolitans | 3–1      | Ottawa Senators       | The Arena, Ottawa      |
| 4             | 30 mars       | Seattle Metropolitans | 5–2      | Ottawa Senators       | Arena Gardens, Toronto |
| 5             | 1 april       | Ottawa Senators       | 6–1      | Seattle Metropolitans | Arena Gardens, Toronto |